# Седийо, Жан
Жан Жак Эммануэль Седийо (фр. Jean Jacques Emmanuel Sédillot; 1777—1832) — профессор восточных языков и истории восточной астрономии в Париже.
Его сын Луи Седийо (1808—1875) — профессор истории. Отец и сын Седийо своими переводами сделали доступными астрономические работы арабов, чем оказали неоценимые услуги истории астрономии. Старший Седийо был сотрудником Деламбра в его исторических исследованиях. Совместная работа обоих Седийо — «Traité des instruments astronomiques des Arabes etc.» (1834).
До исследований Седийо-отца думали, что арабы занимались только поверкой таблиц Птолемея, ничего не изменяя в его теориях и ничего к ним не прибавляя. Он первый убедился в ошибочности этого мнения. Открыв в лейденской библиотеке в арабской рукописи сочинения Ибн-Шатира и 25 неизвестных до того времени глав сочинения Ибн-Юниса, Седийо впервые познакомился по ним с уровнем развития арабской тригонометрии. Он доказал, что звёздный каталог Улуг-Бега — совершенно оригинальное произведение, составленное на основании новых наблюдений над звёздами. Что касается других арабских звёздных каталогов, то все они оказались простыми списками каталога Птолемея. Седийо открыл также сочинения Абул-Гасана Али Мароко о гномонике арабов.
Седийо умер в Париже от эпидемии холеры.

## Труды
Седийо-сыну принадлежат следующие труды (не считая статей в период. изданиях):
- «Mémoire sur les instruments astronomiques des Arabes» (напеч. в 1841—45 гг., в «Mémoires des savants étrangers de l’Académie des Inscriptions etc.»),
- «Prolégomènes des Tables astronomiques d’Oloug-Beg etc.» (Пар., 1847—53),
- «Manuel de chronologie universelle» (П., 1834),
- «Tables Astronomiques d’Oloug-Beg» (т. же, 1839),
- «Matériaux pour servir а l’histoire comparée des sciences mathématiques chez les Grecs et les Orientaux» (т. же, 1845—49),
- «De l’algèbre chez les Arabes» (т. же, 1853).

Предметом занятий Седийо была также и политическая история арабов; сюда относятся «Histoire des Arabes» (Пар., 1853) и «Mémoire sur un sceau du sultan Schah-Rokh et sur quelques médailles des Timourides de la Transoxiane» (т. же).